# Jussi Nuorela
Jussi Johan Nuorela (Valkeakoski, 11 augustus 1974) is een Fins voormalig profvoetballer die in april 2009 zijn carrière afsloot bij de Finse eredivisionist FC Inter Turku. Twee maanden later onderschreef hij echter een contract, geldig voor één wedstrijd, bij toenmalig tweedeklasser Porin Palloilijat. Hij speelde vooral als verdediger. Sinds 2008 is hij ook jeugdtrainer bij Inter Turku.

## Interlandcarrière
Nuorela heeft 20 interlands gespeeld voor het nationale team van Finland. Hij maakte zijn debuut op 25 januari 1994 tegen het nationaal elftal van Qatar, net als verdediger Janne Mäkelä (MyPa) en aanvaller Jokke Kangaskorpi (MP Mikkeli). Zijn eerste en enige interlandtreffer maakte hij op zondag 18 februari 2001 in de vriendschappelijke uitwedstrijd tegen Oman (1-2).

## Erelijst
FC Inter Turku
- Veikkausliiga

2008